# Ardisia staminosa
Ardisia staminosa är en viveväxtart som beskrevs av Cyrus Longworth Lundell. Ardisia staminosa ingår i släktet Ardisia och familjen viveväxter. Inga underarter finns listade i Catalogue of Life.